# دیلم علیا
دیلم علیا، روستایی از توابع بخش مرکزی شهرستان دزفول در استان خوزستان ایران است.

## جمعیت
این روستا در دهستان شمس‌آباد قرار دارد و براساس سرشماری مرکز آمار ایران در سال ۱۳۸۵، جمعیت آن ۱۴۳ نفر (۱۹خانوار) بوده‌است.